# Mallestiger Mittagskogel
Mallestiger Mittagskogel är en bergstopp i Österrike. Den ligger i distriktet Villach-Land och förbundslandet Kärnten, i den södra delen av landet, 270 km sydväst om huvudstaden Wien. Toppen på Mallestiger Mittagskogel är 1 843 meter över havet, eller 69 meter över den omgivande terrängen. Bredden vid basen är 1,2 km. Mallestiger Mittagskogel ingår i Karawankerna.
Terrängen runt Mallestiger Mittagskogel är bergig söderut, men norrut är den kuperad. Närmaste större samhälle är Villach, 10,4 km norr om Mallestiger Mittagskogel. 
I omgivningarna runt Mallestiger Mittagskogel växer i huvudsak blandskog. Runt Mallestiger Mittagskogel är det glesbefolkat, med 13 invånare per kvadratkilometer.